# NASCAR Heat
NASCAR Heat es un videojuego de carreras de 2000 para PlayStation, Microsoft Windows y Game Boy Color. Fue desarrollado por Monster Games y publicado por Hasbro Interactive. La versión de PlayStation fue desarrollada conjuntamente con Digital Illusions CE.

## Jugabilidad
NASCAR Heat tiene cuatro modos de juego diferentes para elegir, basados en la temporada 2000 de la Copa Winston de NASCAR. El juego ofrece carrera única y temporada de campeonato. Estos modos permiten al jugador elegir su piloto favorito y competir contra un campo completo de autos en una o todas las pistas de NASCAR. Race the Pro y Beat the Heat Challenge son dos modos de juego que separan este producto de la competencia. Beat the Heat ofrece al jugador una serie de desafíos diseñados en torno a escenarios que realmente ocurren en NASCAR. Estos desafíos tratan de todo, desde la mejor manera de adelantar en una pista en particular hasta la estrategia en boxes para el cambio de neumáticos. Race the Pro ofrece al jugador la oportunidad de competir contra Laps conducidos por algunas de las estrellas más importantes de NASCAR.

## Recepción
| Críticas Publicación Calificación GBC PS PC AllGame N/A N/A [ 2 ] Computer Games Strategy Plus N/A N/A [ 3 ] Computer Gaming World N/A N/A [ 4 ] Electronic Gaming Monthly N/A 7/10 [ 5 ] N/A Game Informer N/A 6.5/10 [ 6 ] N/A GameSpot 6.8/10 [ 7 ] 5.2/10 [ 8 ] 7.5/10 [ 9 ] GameSpy N/A N/A 88% [ 10 ] IGN N/A 8/10 [ 11 ] 9/10 [ 12 ] Official PlayStation Magazine (EEUU) N/A [ 13 ] N/A PC Gamer EEUU N/A N/A 80% [ 14 ] Puntuaciones de reseñas GameRankings 68% [ 15 ] 66% [ 16 ] 83% [ 17 ] Metacritic N/A 62/100 [ 18 ] 81/100 [ 19 ] |              |              |              |
| Críticas |              |              |              |
| Publicación | Calificación | Calificación | Calificación |
| Publicación | GBC          | PS           | PC           |
| AllGame | N/A          | N/A          | [ 2 ]        |
| Computer Games Strategy Plus | N/A          | N/A          | [ 3 ]        |
| Computer Gaming World | N/A          | N/A          | [ 4 ]        |
| Electronic Gaming Monthly | N/A          | 7/10         | N/A          |
| Game Informer | N/A          | 6.5/10       | N/A          |
| GameSpot | 6.8/10       | 5.2/10       | 7.5/10       |
| GameSpy | N/A          | N/A          | 88%          |
| IGN | N/A          | 8/10         | 9/10         |
| Official PlayStation Magazine (EEUU) | N/A          | [ 13 ]       | N/A          |
| PC Gamer EEUU | N/A          | N/A          | 80%          |
| Puntuaciones de reseñas |              |              |              |
| GameRankings | 68%          | 66%          | 83%          |
| Metacritic | N/A          | 62/100       | 81/100       |

La versión para PC recibió críticas "favorables", mientras que la versión para PlayStation recibió críticas "mixtas", según el sitio web de agregación de reseñas Metacritic.
La versión para PC fue nominada para el premio Racing en los Premier Awards de 2001 de Computer Gaming World, que fue para Motocross Madness 2.